# Binaced
Binaced é um município da Espanha na província de Huesca, comunidade autónoma de Aragão, de área 25,1 km² com população de 1530 habitantes (2007) e densidade populacional de 360,48 hab./km².

## Demografia
| Variação demográfica do município entre 1991 e 2004 | Variação demográfica do município entre 1991 e 2004 | Variação demográfica do município entre 1991 e 2004 | Variação demográfica do município entre 1991 e 2004 |
| --------------------------------------------------- | --------------------------------------------------- | --------------------------------------------------- | --------------------------------------------------- |
| 1991                                                | 1996                                                | 2001                                                | 2004                                                |
| 1639                                                | 1622                                                | 1645                                                | 1645                                                |